# Казале-Монферрато
Каза́ле-Монферра́то (итал. Casale Monferrato [kaˈsale monferˈrato], пьем. Casal Monfrà, Ël Casal, местн. Casà) — итальянский город в провинции Алессандрия региона Пьемонт, в Монферратских холмах к востоку от Турина, на реке По. С 1435 года — столица маркграфства Монферрат, которым правила младшая ветвь византийского дома Палеологов. Население — 36 тысяч человек (2007).

## История
При Карле Великом и на протяжении ещё двух столетий Монферрато был владением епископов Верчелли. Не исключено, что поселение на этом месте существовало и в более раннюю пору; считается, что здесь сложил голову святой Эвазий, почитаемый покровителем города, празднование 12 ноября. С X века — феод рода Алерамиков, составивших себе имя во время крестовых походов (см. Вильгельм V Монферратский, Бонифаций Монферратский, Конрад Монферратский).
После пресечения в 1535 году рода Палеологов маркграфство отошло по брачному союзу к мантуанскому роду Гонзага, однако владение им долго оспаривали Франция и Испания. В 1590 году Монферрато был укреплён по последнему слову фортификационного искусства и с тех пор не раз переходил из рук в руки, пока крепость не была срыта в 1695 году. По результатам Войны за испанское наследство достался Савойской династии.
Старый город был сильно разрушен после сражения при Бассиньяно в 1745 году и впоследствии отстраивался в соответствии с принципами барокко. На центральной площади Мадзини высится конная статуя короля Карла Альберта. 
Покровителем города почитается святой  Эвазий, празднование 12 ноября. Собор св. Эвазия был освящён в 1107 году, затем не раз поновлялся. 
Церковь Сан-Доминико, заложенная в 1471 году, — один из первых на севере Италии примеров архитектуры Ренессанса. Также уцелели многочисленные палаццо пьемонтской знати.

## Города-побратимы
- Трнава, Словакия (1967)
- Вайнштадт, Германия (2007)
- Пескара, Италия (2009)
- Мантуя, Италия (2010)
- Гирокастра, Албания (2010)